# Chinatown (album)
Chinatown – dziesiąty album studyjny irlandzkiego zespołu hardrockowego Thin Lizzy, wydany 10 października 1980 r. przez wytwórnię Warner Bros. Records.

## Twórcy
- Scott Gorham – gitara, śpiew
- Phil Lynott – gitara basowa, instrumenty klawiszowe, śpiew
- Snowy White – gitara, śpiew
- Brian Downey – perkusja, instrumenty perkusyjne

### Gościnnie
- Darren Wharton – instrumenty klawiszowe, śpiew
- Midge Ure – instrumenty klawiszowe, elektryczne organy
- Tim Hinckley – elektryczne pianino

## Lista utworów
| 1. | "We Will Be Strong"                                           | 5:11  |
|    |                                                               |       |
| 2. | "Chinatown" (Brian Downey, Scott Gorham, Lynott, Snowy White) | 4:43  |
|    |                                                               |       |
| 3. | "Sweetheart"                                                  | 3:29  |
|    |                                                               |       |
| 4. | "Sugar Blues" (Downey, Gorham, Lynott, White)                 | 4:22  |
|    |                                                               |       |
| 5. | "Killer on the Loose"                                         | 3:55  |
|    |                                                               |       |
| 6. | "Having a Good Time" (Lynott, White)                          | 4:38  |
|    |                                                               |       |
| 7. | "Genocide (The Killing of the Buffalo)"                       | 5:06  |
|    |                                                               |       |
| 8. | "Didn't I"                                                    | 4:28  |
|    |                                                               |       |
| 9. | "Hey You" (Downey, Lynott)                                    | 5:09  |
|    |                                                               |       |
|    |                                                               | 41:01 |
|    |                                                               |       |